# Gabriela Pazmiño
María Gabriela Pazmiño Pino, biệt danh là Gaby (sinh ngày 30 tháng 7 năm 1975), là một người dẫn chương trình truyền hình, người cổ vũ, vũ công và chính trị gia người Ecuador. Cô đã kết hôn với Abdalá Bucaram Jr., người mà cô đã có bốn đứa con.

## Tiểu sử
Gabriela Pazmiño sinh ngày 30 tháng 7 năm 1975 tại Guayaquil, Ecuador. Năm mười lăm tuổi, cô tham gia truyền hình vào năm 1990 với tư cách là người cổ vũ cho chương trình giải trí Nubeluz. Cô là thí sinh dự thi Hoa hậu Ecuador 1994 và được chọn là Á hậu 4. Cũng trong năm đó, Pazmiño đã xuất hiện trên Aquí nos vemos, Miércoles Millonario, Sebastos Millonario và Guayaquil Caliente. Pazmiño đạt được nhiều danh tiếng khi là chủ nhà của A todo dar (TV program). Cô cũng là người dẫn chương trình cho Fama o drama (TV program)  và La guerra de los sexos (TV program). Năm 2014, cô tham gia chương trình thực tế Soy el mejor, diễn ra trong bốn mùa, kết thúc vào tháng 10 năm 2015 với việc cô bị sa thải khỏi TC Televisión. Sau khi bị sa thải, Pazmiño bắt đầu một loạt web trên YouTube với gia đình.

### Sự nghiệp chính trị
Năm 2007, Pazmiño và chồng được bầu vào Quốc hội Ecuador cho tỉnh Guayas, đại diện cho Đảng Roldosist của Ecuador. Hai năm sau, bà được bầu làm bộ trưởng cho tỉnh. Trong số năm bộ trưởng hội nghị được bầu, Pazmiño có sự khác biệt là có nhiều sự vắng mặt nhất trong văn phòng của cô.

## Trích dẫn
1. 1 2  "Gabriela Pazmiño: Un testimonio de vida 'on line': Farándula: La Hora Noticias de Ecuador, sus provincias y el mundo". La Hora. ngày 5 tháng 10 năm 2015. Bản gốc lưu trữ ngày 1 tháng 12 năm 2017. Truy cập ngày 28 tháng 6 năm 2016.
2. 1 2  "Gabriela Pazmiño, entusiasmada con sus estudios en Comunicación". El Comercio (bằng tiếng Tây Ban Nha). ngày 20 tháng 1 năm 2016. Truy cập ngày 28 tháng 6 năm 2016.
3. ↑  "Nómina de Misses Ecuador y finalistas". www.geocities.ws (bằng tiếng Tây Ban Nha). Mas Ecuatorianas.
4. 1 2  "Gabriela Pazmiño". especiales.eluniverso.com. El Universo. Truy cập ngày 28 tháng 6 năm 2016.
5. ↑  "Se despidió el espacio 'A todo dar'". El Universo (bằng tiếng Tây Ban Nha). ngày 25 tháng 5 năm 2008. Bản gốc lưu trữ ngày 22 tháng 11 năm 2017. Truy cập ngày 28 tháng 6 năm 2016.
6. ↑  "Gabriela Pazmiño: Futuro incierto: Farándula: La Hora Noticias de Ecuador, sus provincias y el mundo". La Hora (bằng tiếng Tây Ban Nha). ngày 26 tháng 2 năm 2013. Truy cập ngày 10 tháng 4 năm 2016.
7. ↑  "TC Mi Canal despide a los presentadores Gabriela Pazmiño y Richard Barker". El Universo (bằng tiếng Tây Ban Nha). ngày 5 tháng 10 năm 2015. Truy cập ngày 28 tháng 6 năm 2016.
8. ↑  "Gabriela Pazmiño está dolida por su despido intempestivo". El Diario Ecuador (bằng tiếng Tây Ban Nha). ngày 5 tháng 10 năm 2015. Truy cập ngày 10 tháng 4 năm 2016.
9. ↑  "Gabriela Pazmiño sube su vida familiar a Youtube". El Comercio (bằng tiếng Tây Ban Nha). ngày 7 tháng 10 năm 2015. Truy cập ngày 5 tháng 10 năm 2015.
10. ↑  "Asambleístas que no asisten a sesiones del Pleno no dejan de percibir su sueldo". Ecuadora Inmediato (bằng tiếng Tây Ban Nha). ngày 28 tháng 8 năm 2012. Bản gốc lưu trữ ngày 1 tháng 12 năm 2017. Truy cập ngày 5 tháng 4 năm 2016.